# آلکسین
شهر الکسین (به روسی: Алексин) در کشور روسیه و در اوبلاست تولا واقع شده‌است.